# 72. specialna brigada (Vojska Srbije)
Za druge 72. brigade glejte 72. brigada.
72. specialna brigada (srbsko 72. specijalna brigada) je specialna brigada Vojske Srbije.
Ista vojaška enota je delovala že v času Vojske Jugoslavije in Vojske Srbije in Črne gore pod istim imenom.
Brigada je bila septembra 2006 reorganizirana v 72. izvidniško-diverzantski bataljon in združena z drugimi specialnimi silami Vojske Srbije v enotno enoto - Specialno brigado.